# Alcohol Fueled Brewtality
Alcohol Fueled Brewtality (in. Alcohol Fueled Brewtality Live!!) – trzeci album amerykańskiego zespołu heavymetalowego Black Label Society, wydany w 2001 roku przez wytwórnię Spitfire Records. Album jest dwupłytowy. Pierwsza płyta zawiera utwory nagrane na żywo, na drugą składają się utwory studyjne. Dwa z nich to covery: "Heart of Gold" to cover hitu Neila Younga z 1972 roku, zaś "Snowblind" pochodzi z albumu Vol. 4 zespołu Black Sabbath.

## Twórcy
- Zakk Wylde - śpiew, gitara (gitara basowa i fortepian - tylko na drugiej płycie)
- Nick Catanese - gitara (tylko pierwsza płyta)
- Steve Gibb - gitara basowa (tylko pierwsza płyta)
- Craig Nunenmacher - perkusja

## Lista utworów

### Płyta 1
1. "Intro/Low Down" – 5:23
2. "13 Years of Grief" – 4:08
3. "Stronger Than Death" – 5:02
4. "All For You" - 3:56
5. "Superterrorizer" – 5:19
6. "Phoney Smiles and Fake Hellos" – 4:33
7. "Lost My Better Half" – 4:44
8. "Bored to Tears" – 4:07
9. "A.N.D.R.O.T.A.Z." – 4:26
10. "Born to Booze" – 4:42
11. "World of Trouble" – 5:59
12. "No More Tears" – 9:14
13. "The Beginning... At Last" – 6:05

### Płyta 2
1. "Heart Of Gold" – 3:14
2. "Snowblind" – 6:59
3. "Like A Bird" – 4:36
4. "Blood In The Well" – 4:44
5. "The Beginning... At Last (Acoustic)" – 4:31